# Fonction urbaine
 (février 2020).
Si vous disposez d'ouvrages ou d'articles de référence ou si vous connaissez des sites web de qualité traitant du thème abordé ici, merci de compléter l'article en donnant les références utiles à sa vérifiabilité et en les liant à la section « Notes et références ».
Les fonctions urbaines sont l'ensemble des activités (économique, politique, résidentielle et culturelle) d'une ville. L'aire d'influence d'une ville correspond au territoire sur lequel vivent les personnes qui ont recours aux services basés dans cette ville.
Le rayonnement d'une ville dépend du poids des fonctions urbaines qu'elle accueille et de l'importance des fonctions de transport et de communication.
Le type et le développement des fonctions urbaines permet de définir le type de l'entité urbaine, du village organisé autour de ses commerces de proximité, de sa mairie et de ses espaces de la vie sociale (place du marché, lieu de culte), à la métropole caractérisée par la présence de fonctions tertiaires supérieures dans le secteur bancaire, par le poids du secteur des services aux entreprises, par la présence des lieux du pouvoir, parlement, ministères ou organisations internationales par exemple, ou encore par l'existence de lieux culturels majeurs comme des musées ou un opéra.
Quelques villes dont Tokyo, New York, Londres, Lausanne et Paris disposent de fonctions d'influence mondiale.

## Liste des fonctions urbaines
- Fonctions résidentielles : Les logements dans un espace urbain sont indispensables. On retrouve notamment des logements qui rempliront cette fonction dans le centre des villes, mais aussi en périphérie (aisé ou bidonville).
- Fonctions politiques : Elles renvoient aux lieux du pouvoir politique, aux sièges des institutions politiques dont l'échelon territorial (local, régional, étatique, international...) indique le niveau d'importance.
- Fonctions économiques : On est amené à distinguer les secteurs secondaire et tertiaire ; on met souvent l'accent sur les fonctions de service aux entreprises pour caractériser les métropoles.
- Fonctions culturelles : La présence des institutions et équipements culturels sont des indicateurs des fonctions culturelles. Mais il faut rendre compte plus généralement d'une notion de foyer culturel qui associe ville et culture ; on retient fréquemment comme marqueur urbain la présence et le dynamisme des foires, expositions, congrès et festivals qui contribuent aux fonctions culturelles des villes.
- Fonctions de transport et de communication : La connectivité aux réseaux de transport et de communication, mais aussi la masse des flux, personnes, biens, informations, qui passent ou qui sont émis ou reçus par la ville renseignent sur le niveau de ces fonctions.
- Fonctions sociales : L'existence humaine dans une ville renvoie aux comportements des individus et aux relations sociales, déterminées par le contact interpersonnel. L'interaction sociale dans une ville peut être importante dans le sens de créer un espace de motivation sociale...[réf. nécessaire][style à revoir]

Selon la Charte d’Athènes, dans son article 77, « Les clefs de l'urbanisme sont dans les quatre fonctions: habiter, travailler, se récréer (dans les heures libres), circuler »,.

### Fonction économique
La fonction économique des villes se définit au travers de trois grands secteurs tels que le secteur primaire, le secteur secondaire et le secteur tertiaire.
Dans un premier temps, le secteur primaire représente l’ensemble des activités économiques productrices de matières premières. Il est notamment présent dans les villes moyennes du Mexique, où jusqu’à 10% de la population s’installe en périphérie de ville pour aller travailler dans les champs. De plus, à Nkongsamba (800 000 habitants), deux tiers de la population dépend financièrement des productions de café. En cœur de ville, les fermes urbaines sont le principal exemple de production économique primaire. Elles ont un rôle environnemental, en verdissant les villes et en s’insérant dans l’économie circulaire des métropoles.
Dans un deuxième temps, le secteur secondaire regroupe toutes les activités liées à la construction, à la fabrication et à la transformation des matières premières en produits manufacturés. On retrouve essentiellement les industries manufacturières et la construction d'infrastructures. Ces activités contribuent au développement économique, notamment grâce à la création d'emplois dans le domaine de la construction qui est un secteur dynamique.
Enfin, le secteur tertiaire arrive en parallèle des autres secteurs. Il correspond au secteur proposant des services, tels que des bureaux par exemple. Le secteur tertiaire est nécessaire au cœur des villes car il répond à un enjeu sociétal. Il génère, en effet, de nombreux emplois.

#### Notion d’économie d’agglomération
Une ville ne peut, à elle seule, produire toutes les ressources nécessaires à ses habitants. Ainsi, apparaît la notion d'économie d'agglomération, désignée comme ce qui se réfère aux avantages économiques indirects, non directement liés à l'activité d'une entreprise donnée.

## Mixité fonctionnelle
On parle de mixité fonctionnelle dans un quartier, un lotissement ou un immeuble, lorsque plusieurs fonctions (ex: habitat et commerce, en centre-ville) y sont représentées. Selon le degré de mixité, on parle de mixité fine ou grossière.
La mixité fonctionnelle est considérée comme un but urbanistique qui s'oppose au découpage du territoire en zones fonctionnellement différenciées (zoning) qui a caractérisé la planification urbaine de l'après-guerre. Elle est vue comme un élément important d'une « ville des courtes distances » (qui favorise les transports doux) pour un développement urbain durable.
Plutôt que de créer des zones dortoirs et des zones d'activités séparées, ce qui augmente les distances à parcourir pour aller d'une fonction à une autre et encourage l'usage de la voiture, l'objectif de mixité fonctionnelle serait par exemple dans un quartier de rapprocher les différentes fonctions des habitants de façon que les fonctions utilisées le plus fréquemment soient accessibles à pied ou à vélo à partir de la plupart des habitations.
Un obstacle à certaines mixités fonctionnelles est l'incompatibilité de certaines fonctions entre elles, en général lorsque des nuisances engendrées par certaines fonctions ne sont pas ou peu tolérées par d'autres. Par exemple, une activité industrielle qui est trop polluante ou qui produit trop de nuisances sonores est peu compatible avec la proximité d'habitations.
Il n'existe pas à ce jour[Quand ?] d'indicateur officiel pour calculer la mixité fonctionnelle d'un territoire, cependant, on retrouve régulièrement dans les études d'urbanisme l'indicateur d'équilibre des ratios :
{\displaystyle M_{f}={\frac {k^{2}}{\sum _{p_{i}}1/p_{i}}}} ; où {\displaystyle \sum _{i}p_{i}=1} et k le nombre de variable
où les {\displaystyle p_{i}} sont les proportions de chaque fonction urbaine par rapport aux autres. Pour avoir un maximum, il est donc nécessaire d'avoir {\displaystyle \sum _{i}p_{i}=1}
Le plus souvent, les proportions sont calculés en surface d'utilisation des sols. On n'est donc pas obligé de prendre en compte l'ensemble des fonctions urbaines du territoire. On peut juste prendre en compte les logements et les lieux de travail. Dans ce cas, la surface totale considérée sera celle occupée par ces deux fonctions. Dans le cas d'une tour, qui abriterait à la fois des lieux de travail et d'habitation, la surface considérée sera pondérée par le nombre de logements et de bureaux qui s'y trouvent.
En s'inspirant de l'index entropique utilisé pour la diversité des sols, on peut également utiliser cet indicateur pour estimer la mixité fonctionnelle.
{\displaystyle ENT_{f}=-{\frac {\sum _{i}p_{i}ln(p_{i})}{ln(k)}}} ; où {\displaystyle \sum _{i}p_{i}=1} et k le nombre de variablesTout comme l'indicateur d'équilibre des ratios, l'entropie est symétrique, ainsi, l'entropie de la liste [53%, 33%, 14%] sera la même que l'entropie de la liste [33%, 14%, 53%]